# 茹伊昂若萨斯
茹伊昂若萨斯（法語：Jouy-en-Josas，法語發音：[ʒwi ɑ̃ ʒozas] ⓘ）是法国伊夫林省的一个市镇，属于凡尔赛区。

## 地名
该地名“Jouy-en-Josas”发音为[ʒwi ɑ̃ ʒozas]，字母“s”发音，《世界地名翻译大辞典》与《世界地名译名词典》将其误译作“茹伊昂若萨”。

## 地理
茹伊昂若萨斯（48°46'5"N, 2°10'1"E）面积10.14 平方千米，位于法国法蘭西島大區伊夫林省，该省份为法国北部内陆省份，北起瓦兹河谷省，西接厄尔省，西南接厄尔-卢瓦省，东南接埃松省，东临上塞纳省。
与茹伊昂若萨斯接壤的市镇（或旧市镇、城区）包括：韦利济-维拉库布莱、萨克莱、比克、莱洛日昂若萨斯、图叙勒诺布勒、凡尔赛、比耶夫尔。
茹伊昂若萨斯的时区为UTC+01:00、UTC+02:00（夏令时）。

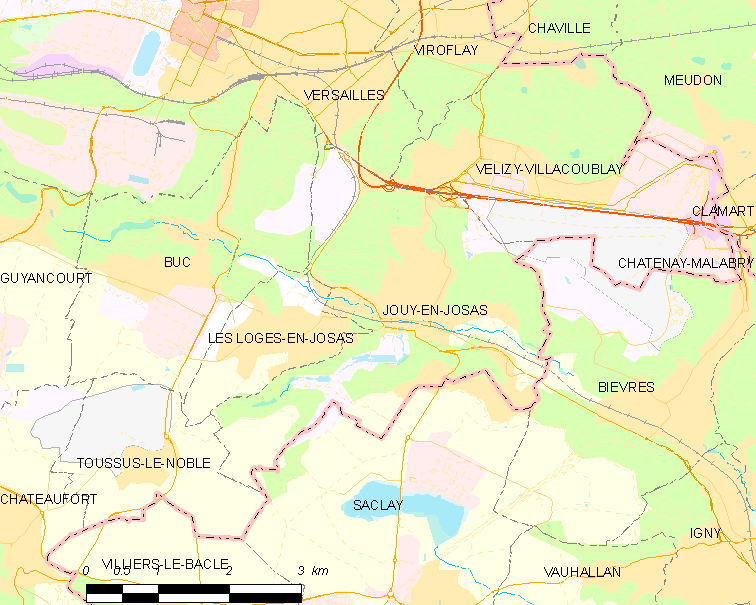
茹伊昂若萨斯的OSM定位图

## 行政
茹伊昂若萨斯的邮政编码为78350，INSEE市镇编码为78322。

## 政治
茹伊昂若萨斯所属的省级选区为凡尔赛第二县。

## 人口

1962-2008年间茹伊昂若萨斯人口变化图示

茹伊昂若萨斯于2022年1月1日时的人口数量为7985人。